# Маврицкий, Василий Абрамович
Васи́лий Абра́мович Маври́цкий (1845, Егорье, Ковровский уезд, Владимирская губерния, Российская империя — 4 июня 1910, Москва) — русский богослов, преподаватель и издатель, в юности обвинялся в террористической деятельности.

## Биография
Родился в семье священника. Обучался во Владимирской семинарии вместе с Владимиром Орловым и Иваном Флоринским, впоследствии осуждёнными по «нечаевскому делу». После окончания семинарии поступил на юридический факультет Московского университета. В конце 1869 года был арестован по подозрению в связях с террористической группой Сергея Нечаева, 1 декабря того же года помещён в Петропавловскую крепость в Санкт-Петербурге. 28 января 1870 года был переведён из крепости в Третье отделение, однако впоследствии отпущен. Вернулся в родное село Егорье, где был вновь  арестован 23 апреля, доставлен в Третье отделение, а 6 мая — в Петропавловскую крепость. На суде по делу Нечаева был причислен к I группе его соучастников, но по кассации в Правительствующий сенат был освобождён за недостатком улик, 3 марта 1871 года был отпущен из крепости и выслан под надзор полиции в родное село. В том же году окончил Киевскую духовную академию. В 1873 году испросил и получил разрешение властей на приезд в Петербург для сдачи экзаменов. Позднее в том же году с него был снят полицейский надзор, Маврицкий получил право повсеместного проживания в Российской империи.
В 1871—1887 году преподавал гомилетику в Воронежской семинарии. Одновременно преподавал в воронежском епархиальном женском училище: с 1873 года — педагогику, с 1880 — словесность. С 1884 года издавал журналы «Пастырский собеседник» и «Сеятель». С 1887 года жил в Москве.

## Основные сочинения
Согласно Энциклопедического словаря Брокгауза и Эфрона:
- «Воскресные и праздничные внебогослужебные собеседования» (1883);
- «Вразумитель. Избранные беседы, поучения и пастырские наставления сельским прихожанам» (1893);
- «Избранные поучения на разные случаи» (1893);
- «Сборник проповедей на дни высокоторжественные» (1892);
- «Сеятель. Сборник проповедей, приспособленных к жизни и пониманию простого народа» (1893).